# André Chastagnol
Pour les articles homonymes, voir Chastagnol.
André Chastagnol, né le 21 février 1920 à Paris et mort le 2 septembre 1996 dans la même ville, est un historien, épigraphiste et universitaire français.

## Biographie

### Jeunesse et formation
André Chastagnol suit ses études secondaires au lycée Lakanal de Sceaux. Il obtient par la suite une licence d'histoire et de géographie.
Après l'obtention de l'agrégation d'histoire, il enseigne au lycée de Châteauroux (1946-1950) puis au lycée Hoche de Versailles (1950-1956).
En 1960, il soutient une thèse d’État qu’il avait entreprise dans le prolongement d'un DES avec André Piganiol, puis poursuivie sous la direction de William Seston sur la préfecture urbaine à Rome durant le Bas-Empire.

### Carrière universitaire
En 1956, il est attaché de recherches au Centre national de la recherche scientifique, qu’il ne tarde pas à quitter quand s’ouvre à lui la porte de l’enseignement universitaire. En 1957, il enseigne à Alger, où il consacre une série d'études sur l'Afrique romaine.
Il enseigne par la suite à Rennes en 1960 et à Paris X — Nanterre en 1965 avant de terminer sa carrière comme professeur à l'université Paris IV de 1969 à 1986. Cofondateur du Centre de recherches sur l'Antiquité tardive et le Haut Moyen Âge, il succède en 1980 à Hans-Georg Pflaum à la direction du séminaire d'épigraphie latine de l'École pratique des hautes études. Il est ensuite professeur émérite.

## Activités scientifiques
André Chastagnol est président du conseil d'administration de la Société française de numismatique entre 1977 et 1979, co-président de la comité éditoriale de L'Année épigraphique de 1974 à 1992 et membre de l'Académie pontificale romaine d'archéologie, de l'Académie polonaise des sciences, de l'Institut archéologique allemand et de la Société nationale des antiquaires de France.
Ses divers travaux sur le Bas-Empire romain et l'Antiquité tardive font autorité. Il s'est longuement intéressé à l'Histoire Auguste, dont il a assuré la traduction et a contribué à améliorer l'étude. Il lègue à la Sorbonne sa bibliothèque, qui est aujourd'hui incorporée dans la Bibliothèque Serpente.

## Publications
- La préfecture urbaine à Rome sous le Bas-Empire, Paris, Puf, 1960
- Les Fastes de la préfecture de Rome au Bas-Empire, Paris, Nouvelles éditions latines, 1962
- Les Empereurs romains d'Espagne [sous la dir. de], Paris, CNRS, 1965
- Le Sénat romain sous le règne d'Odoacre. Recherches sur l’épigraphie du Colisée au Ve siècle, Bonn, Habelt, 1966
- Le Bas-Empire, Paris, Armand Colin, 1969
- Recherches sur l'Histoire Auguste, Bonn, Habelt, 1970
- La fin du monde antique. De Stilicon à Justinien (Ve siècle et début VIe). Recueil de textes présentés et traduits, Paris, Nouvelles éditions latines, 1976
- L'Album municipal de Timgad, Bonn, Habelt, 1978
- Transformations et conflits au IVe siècle ap. J.-C. [sous la dir. de], Bonn, Hebelt, 1978
- L'évolution politique, sociale et économique du monde romain de Dioclétien à Julien: La mise en place du régime du Bas-Empire (284-363), Paris, SEDES, 1985
- L'Italie et l'Afrique au Bas-Empire, Lille, Presses universitaires de Lille, 1987
- Inscriptions latines de Narbonnaise : Antibes, Riez, Digne, Paris, CNRS, 1992
- Le Sénat romain à l'époque impériale, Paris, Les Belles Lettres, 1992
- Aspects de l’antiquité tardive, Rome, L'Erma di Bretschneider, 1994
- La Gaule romaine et le droit latin: recherches sur l'histoire administrative et sur la romanisation des habitants, Paris, De Boccard, 1995
- Histoire Auguste (traduction et commentaires), Paris, Robert Laffont, 1994,  (ISBN 2-221-05734-1)
- Le pouvoir impérial à Rome. Figures et commémoration, (texte édité par Stéphane Benoist et Ségolène Demougin) Paris, EPHE, 2008

## Décorations
- Officier de l'ordre national du Mérite
- Commandeur de l'ordre des Palmes académiques